# Cantone di Baugé
Il Cantone di Baugé è una divisione amministrativa soppressa dell'arrondissement di Saumur.
A seguito della riforma approvata con decreto del 24 febbraio 2014, che ha avuto attuazione dopo le elezioni dipartimentali del 2015, dall'aprile 2015 tutti i suoi 10 comuni sono stati accorpati al Cantone di Beaufort-en-Vallée.
Comprendeva i comuni di:
- Baugé-en-Anjou
- Bocé
- Chartrené
- Cheviré-le-Rouge
- Clefs-Val d'Anjou
- Cuon
- Échemiré
- Fougeré
- Le Guédeniau
- Saint-Quentin-lès-Beaurepaire